# Бомбе, Эмиль Констан
Эмиль Констан Бомбе (фр. Émile Constant Bombet; род. 4 марта 1941, Rubino, Лагюн) — ивуарийский политический, государственный и военный деятель, министр внутренних дел (1990—1999).

## Биография
Родился 4 марта 1941 года в Рубино, Лагюн, Кот-д’Ивуар.
После окончания обучения Бомбе стал работать заместителем префекта города Абенгуру, а затем работал в департаментах безопасности Диво и Корого. 30 ноября 1990 года он занял пост министра внутренних дел страны в правительстве Алассана Уаттары, а впоследствии сохранил должность в кабинете Даниэля Каблана Дункана. В период своего руководства ведомством Бомбе получил широкую известность благодаря политике строгой экономии. Из-за быстрого роста популярности политика его кандидатура на президентских выборах 2000 года была отклонена, а сам он переехал сначала в Бенин, а затем поселился во Франции.
В годы президентства Робера Геи Бомбе был заподозрен в заговоре, направленном на снижение его авторитета на политической арене страны, после чего оказался замешан в финансовом скандале. В 2020 году он вновь предпринял попытку выдвинуть свою кандидатуру на президентских выборах, однако, его заявка не была одобрена, поскольку, по заявлению властей, он не отвечал требованиям, установленным в конституции.